# Acanthostachys pitcairnioides
Acanthostachys pitcairnioides là một loài thực vật có hoa trong họ Bromeliaceae. Loài này được (Mez) Rauh & Barthlott mô tả khoa học đầu tiên năm 1983.